# کالج هنرهای آزاد

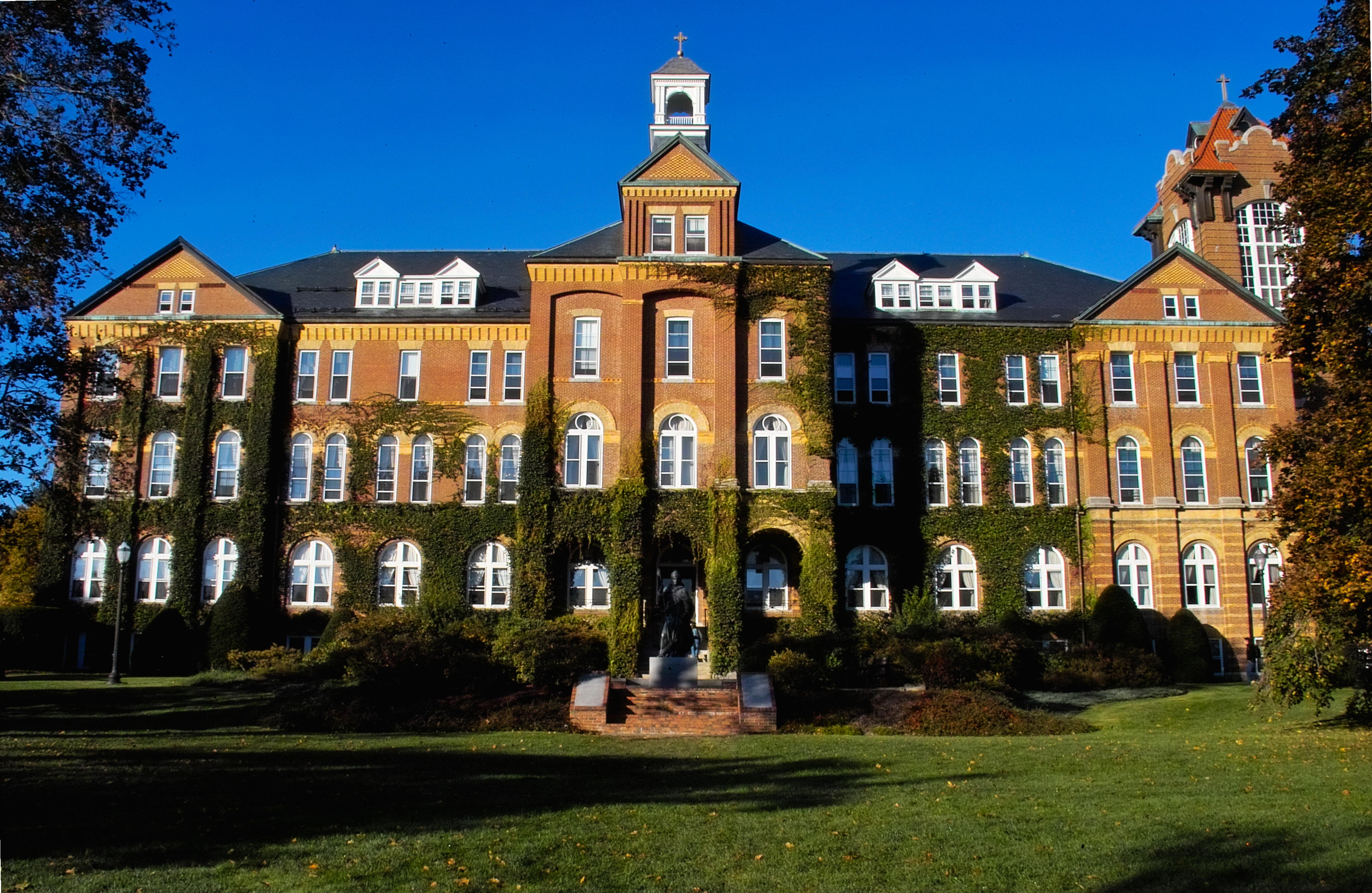
کالج سن آنسلم

کالج هنرهای آزاد (انگلیسی: Liberal arts college) کالجی است که تمرکز عمدهٔ آن بر تدریس دوره کارشناسی در رشته مطالعهٔ مقدماتی هنرهای آزاد و علوم است.